# Бедрос Саръянов
Бедрос Саръянов е арменски лекар в България.
Работи като старши лекар на вътрешното отделение в Ловеч. Извършва малки хирургически операции. Умира през 1898 г. в Цариград.